# Sticky & Sweet Tour
Sticky & Sweet Tour este al optulea turneu mondial al Madonnei, lansat pentru a promova al unsprezecelea album al ei, Hard Candy.

## Detalii
Turneul mondial a fost confirmat oficial de Guy Oseary, managerul Madonnei și Arthur Fogel pe 8 mai 2008. Urmează după turneul promoțional Hard Candy, și are scop de promovare a albumului.
Spectacolul cuprinde patru acte:
- Pimp: o fuziune dintre viața modernă urbană și stilul deco al anilor 1920.
- Old School: Madonna revizuie zilele ei din New York și aduce un omagiu prietenului ei, Keith Haring.
- Gypsy: un amalgam de cultură țigănească nomadă și muzică folclorică.
- Rave: o scenă de dans futuristică cu influențe estice.

## Controverse

### Politice
În timpul interludului „Get Stupid”, publicul a vizionat dezastre de-a lungul timpului, o dată cu imagini de-a lui Hitler și Mugabe. Candidatul republican pentru președinția Statelor Unite ale Americii, John McCain, a fost și el prezentat lângă Hitler. Imagini cu John Lennon, Gandhi și Al Gore erau introduse spre sfârșitul videoclipului lângă cele cu candidatul democrat, Barack Obama. Videoclipul a cauzat rumoare în lumea politică, în special în tabăra lui McCain.

### Religioase
În timpul spectacolului la Roma în Stadionul Olimpic, Madonna i-a dedidicat hitul Like a Virgin Papei Benedict al XVI-lea. A afirmat:
| “ | Voi dedica această melodie Papei, deoarece știu că mă iubește. Sunt un copil a lui Dumnezeu! Și știți ce altceva?...[începe să cânte primul vers din Like a Virgin]. | ” |

Nici Papa Bendeict al XVI-lea, nici Vaticanul nu au răspuns sau făcut comentarii asupra dedicației.

## Lista pieselor interpretate
2008:
1. „Sweet Machine” (o introducere animată 3D)
2. „Candy Shop”
3. „Beat Goes On”
4. „Human Nature”
5. „Vogue” (conține elemente din „4 Minutes” și „Give It To Me” )
6. „Die Another Day” (Remix) (Interludiu Video)
7. „Into the Groove” (conține elemente din „Toop Toop”, „Jump” și „Double Dutch Bus”)
8. „Heartbeat”
9. „Borderline”
10. „She's Not Me”
11. „Music” (conține elemente din „Put Your Hands Up 4 Detroit”, cu extracte din „Last Night a DJ Saved My Life”)
12. „Rain” (Remix) (Interludiu Video) (conține elemente din „Here Comes the Rain Again)
13. „Devil Wouldn't Recognize You”
14. „Spanish Lesson”
15. „Miles Away”
16. „La Isla Bonita” (conține elemente din „Lela Pala Tute”)
17. „Doli Doli” (Interludiu Dans)
18. „You Must Love Me”
19. „Get Stupid” (Interludiu Video) (conține elemente din  „Beat Goes On”, „Give It 2 Me”, „4 Minutes” și „Voices”)
20. „4 Minutes”
21. „Like a Prayer” (conține elemente din „Feels Like Home”)
22. „Ray of Light”
23. „Hung Up”
24. „Give It 2 Me”

2009:
1. „Sweet Machine” (o introducere animată 3D)
2. „Candy Shop”
3. „Beat Goes On”
4. „Human Nature”
5. „Vogue” (conține elemente din „4 Minutes” și „Give It To Me” )
6. „Die Another Day” (Remix) (Interludiu Video)
7. „Into the Groove” (conține elemente din „Toop Toop”, „Jump” și „Double Dutch Bus”)
8. „Holiday” (conține elemente din „Celebration” și  „Everybody”, cu părți din „Jam”, „2000 Watts”, „Billie Jean”, și „Wanna Be Startin' Something”)
9. „Dress You Up” (conține elemente din „My Sharona” și „God Save the Queen”)
10. „She's Not Me”
11. „Music” (conține elemente din „Put Your Hands Up 4 Detroit”, cu extracte din „Last Night a DJ Saved My Life”)
12. „Rain” (Remix) (Interludiu Video) (conține elemente din „Here Comes the Rain Again)
13. „Devil Wouldn't Recognize You”
14. „Spanish Lesson”
15. „Miles Away”
16. „La Isla Bonita” (conține elemente din „Lela Pala Tute”)
17. „Doli Doli” (Interludiu Dans)
18. „You Must Love Me”
19. „Get Stupid” (Interludiu Video) (conține elemente din  „Beat Goes On”, „Give It 2 Me”, „4 Minutes” și „Voices”)
20. „4 Minutes”
21. „Like a Prayer” (conține elemente din „Feels Like Home”)
22. „Frozen” (conține elemente din „I'm Not Alone”, cu versuri din „Open Your Heart” și „Hung Up”)
23. „Ray of Light”
24. „Give It 2 Me”

## Datele Turneului
| Europa             |                  |               |                               |
| 23 august 2008     | Cardiff          | Țara Galilor  | Millennium Stadium            |
| 26 august 2008     | Nisa             | Franța        | Stade Charles Ehrmann         |
| 28 august 2008     | Berlin           | Germania      | Olympiastadion                |
| 30 august 2008     | Zürich           | Elveția       | Military Airfield Dübendorf   |
| 2 septembrie 2008  | Amsterdam        | Olanda        | Amsterdam Arena               |
| 4 septembrie 2008  | Düsseldorf       | Germania      | LTU Arena                     |
| 6 septembrie 2008  | Roma             | Italia        | Stadio Olimpico               |
| 9 septembrie 2008  | Frankfurt        | Germania      | Commerzbank Arena             |
| 11 septembrie 2008 | Londra           | Anglia        | Wembley Stadium               |
| 4 septembrie 2008  | Lisabona         | Portugalia    | Parque da Bela Vista          |
| 20 septembrie 2008 | Paris            | Franța        | Stade de France               |
| 21 septembrie 2008 | Paris            | Franța        | Stade de France               |
| 23 septembrie 2008 | Viena            | Austria       | Donauinsel                    |
| 27 septembrie 2008 | Atena            | Grecia        | Stadionul Olimpic             |
| America de Nord    |                  |               |                               |
| 4 octombrie 2008   | East Rutherford  | Statele Unite | Izod Center                   |
| 6 octombrie 2008   | New York         | Statele Unite | Madison Square Garden         |
| 7 octombrie 2008   | New York         | Statele Unite | Madison Square Garden         |
| 11 octombrie 2008  | New York         | Statele Unite | Madison Square Garden         |
| 12 octombrie 2008  | New York         | Statele Unite | Madison Square Garden         |
| 15 octombrie 2008  | Boston           | Statele Unite | TD Banknorth Garden           |
| 18 octombrie 2008  | Toronto          | Canada        | Air Canada Centre             |
| 19 octombrie 2008  | Toronto          | Canada        | Air Canada Centre             |
| 22 octombrie 2008  | Montréal         | Canada        | Bell Centre                   |
| 23 octombrie 2008  | Montréal         | Canada        | Bell Centre                   |
| 26 octombrie 2008  | Chicago          | Statele Unite | United Center                 |
| 27 octombrie 2008  | Chicago          | United States | United Center                 |
| 30 octombrie 2008  | Vancouver        | Canada        | BC Place Stadium              |
| 1 noiembrie 2008   | Oakland          | Statele Unite | Oracle Arena                  |
| 2 noiembrie 2008   | Oakland          | Statele Unite | Oracle Arena                  |
| 4 noiembrie 2008   | San Diego        | Statele Unite | Petco Park                    |
| 6 noiembrie 2008   | Los Angeles      | Statele Unite | Dodger Stadium                |
| 8 noiembrie 2008   | Las Vegas        | Statele Unite | MGM Grand Garden Arena        |
| 9 noiembrie 2008   | Las Vegas        | Statele Unite | MGM Grand Garden Arena        |
| 11 noiembrie 2008  | Denver           | Statele Unite | Pepsi Center                  |
| 12 noiembrie 2008  | Denver           | Statele Unite | Pepsi Center                  |
| 16 noiembrie 2008  | Houston          | Statele Unite | Minute Maid Park              |
| 20 noiembrie 2008  | Philadelphia     | Statele Unite | Wachovia Center               |
| 22 noiembrie 2008  | Atlantic City    | Statele Unite | Boardwalk Hall                |
| 24 noiembrie 2008  | Atlanta          | Statele Unite | Philips Arena                 |
| 26 noiembrie 2008  | Miami            | Statele Unite | Dolphin Stadium               |
| 29 noiembrie 2008  | Ciudad de México | Mexic         | Foro Sol                      |
| 30 noiembrie 2008  | Ciudad de México | Mexic         | Foro Sol                      |
| America de Sud     |                  |               |                               |
| 6 decembrie 2008   | Buenos Aires     | Argentina     | Estádio Monuntal de Nuñez     |
| 7 decembrie 2008   | Buenos Aires     | Argentina     | Estádio Monuntal de Nuñez     |
| 10 decembrie 2008  | Santiago         | Chile         | Estádio Nacional              |
| 11 decembrie 2008  | Santiago         | Chile         | Estádio Nacional              |
| 14 decembrie 2008  | Rio de Janeiro   | Brazilia      | Estádio Maracanã              |
| 15 decembrie 2008  | Rio de Janeiro   | Brazilia      | Estádio Maracanã              |
| 18 decembrie 2008  | São Paulo        | Brazilia      | Estádio Morumbi               |
| 20 decembrie 2008  | São Paulo        | Brazilia      | Estádio Morumbi               |
| 21 decembrie 2008  | São Paulo        | Brazilia      | Estádio Morumbi               |
| Europa             |                  |               |                               |
| 4 iulie 2009       | Londra           | Anglia        | The O2                        |
| 5 iulie 2009       | Londra           | Anglia        | The O2                        |
| 7 iulie 2009       | Manchester       | Anglia        | Manchester Evening News Arena |
| 8 iulie 2009       | Manchester       | Anglia        | Manchester Evening News Arena |
| 11 iulie 2009      | Werchter         | Belgia        | Werchter Festival Park        |
| 14 iulie 2009      | Milano           | Italia        | San Siro Stadium              |
| 21 iulie 2009      | Barcelona        | Spania        | Olympic Stadium               |
| 23 iulie 2009      | Madrid           | Spania        | Stadionul Vicente Calderon    |
| 28 iulie 2009      | Hamburg          | Germania      | Trab-Arena Hamburg Bahrenfeld |
| 30 iulie 2009      | Oslo             | Norvegia      | Stadionul Valle Hovin         |
| 4 august 2009      | Tallin           | Estonia       | Tallinn Song Festival Grounds |
| 6 august 2009      | Helsinki         | Finlanda      | Vuosaari Harbour              |
| 9 august 2009      | Göteborg         | Suedia        | Stadionul Ullevi              |
| 11 august 2009     | Copenhaga        | Danemarca     | Stadionul Parken              |
| 13 august 2009     | Praga            | Cehia         | Chodov National Amphitheater  |
| 15 august 2009     | Varșovia         | Polonia       | Aeroportul Bemowo             |
| 18 august 2009     | München          | Germania      | Olympic Stadium               |
| 20 august 2009     | Ljubljana        | Slovenia      | Ljubljana Hippodrome          |
| 22 august 2009     | Budapesta        | Ungaria       | Parcul Kincsem                |
| 24 august 2009     | Belgrad          | Serbia        | Parcul USCE                   |
| 26 august 2009     | București        | România       | Parcul Izvor                  |
| 29 august 2009     | Sofia            | Bulgaria      | Stadionul Vasil Levski        |
| Asia               |                  |               |                               |
| 1 septembrie 2009  | Tel Aviv         | Israel        | Hayarkon Park                 |
| 2 septembrie 2009  | Tel Aviv         | Israel        | Hayarkon Park                 |